# Faverolles-la-Campagne
Faverolles-la-Campagne é uma comuna francesa na região administrativa da Normandia, no departamento de Eure. Estende-se por uma área de 4,67 km². Em 2010 a comuna tinha 170 habitantes (densidade: 36,4 hab./km²).